# Show Girl in Hollywood
Show Girl in Hollywood è un film del 1930 diretto da Mervyn LeRoy. Un film musicale che contiene delle sequenze in technicolor.

## Trama
A Broadway, il musical di Jimmy Doyle si rivela un flop. Lui manda la sua star Dixie Dugan a rifare il suo numero musicale in un nightclub dove la ragazza viene notata da Buelow, un regista di Hollywood che la porta con sé in California. Lì, Dixie conosce Donna Harris, un'attrice in crisi e Otis, il produttore, che, stanco di Buelow, lo licenzia. Al suo posto, prende Jimmy, dopo aver scoperto che è lui l'autore dello spettacolo. Dixie, però, dopo essere assurta ai fasti di prima donna, comincia a fare i capricci: chiede di cambiare la storia, pretendendo un nuovo regista. Otis, stufo delle sue pretese, la licenzia e decide di non proseguire nella produzione del film. Donna, avendo perso il lavoro, tenta il suicidio, ma viene salvata da Dixie e da Jimmy. Alla fine, il film vede la luce e si rivela un grande successo, garantendo a tutti un finale felice.

## Produzione
Il film fu prodotto da Robert North per la First National Pictures e la Vitaphone Corporation.

### Cast
- Blanche Sweet (1896–1986) - È stata una famosa attrice del cinema muto, tra le preferite da David W. Griffith che la volle protagonista nel 1914 di Judith of Bethulia. Il suo ruolo di Donna, l'attrice in declino di Show Girl in Hollywood fu uno degli ultimi della sua carriera. Si ritirò dagli schermi nel 1930. Riprese a lavorare negli anni cinquanta, apparendo - non accreditata - nel film I cinque penny e prendendo parte a due serie televisive. Rimasta nell'ombra, venne riscoperta alla fine degli anni sessanta da studiosi di cinema, partecipando a festival e rassegne dedicate al cinema muto.

## Distribuzione
Distribuito dalla Warner Bros. Pictures, il film uscì nelle sale cinematografiche USA il 20 aprile 1930